# Браунинг, Эмили
Э́мили Джейн Бра́унинг (англ. Emily Jane Browning, род. 7 декабря 1988, Мельбурн) — австралийская актриса, певица и фотомодель. Актёрскую карьеру начала в 1998 году, сыграв небольшую роль в телефильме «Эхо грома». Большую известность ей принесла роль Вайолет Бодлер в экранизации романа Дэниела Хэндлера, «Лемони Сникет: 33 несчастья» (2004) и участие в третьем сезоне телесериала «Грозовые камни».
Другие наиболее известные фильмы и телесериалы с участием Эмили Браунинг: «Корабль-призрак» (2002), «Незваные» (2009), «Спящая красавица» (2011), «Запрещённый приём» (2011), «Гостья» (2013), «Зажги меня» (2013), «Магия, магия» (2013), «Лето в феврале» (2013), «Боже, помоги девушке» (2014), «Помпеи» (2014), «Легенда» (2015) и «Американские боги» (2017).
В 2011 году Эмили Браунинг выпустила свой первый альбом «Sucker Punch», а после выпустила альбомы «Plush» (2013) и «God Help the Girl» (2014).

## Ранние годы и образование
Эмили Браунинг родилась в городе Мельбурн (Австралия), в семье Эндрю и Шелли Браунингов. У неё есть два младших брата: Мэттью и Николас. Окончила Элтэмскую школу в 2006 году. С детства Эмили обожала заниматься творчеством, она любила читать разную литературу, занималась дизайном и много фотографировала. Но больше всего она мечтала играть в театре и кино. Поэтому с детства участвовала в школьных спектаклях и постановках в небольших ролях. Вскоре на её творческие способности стали обращать большое внимание и постоянно советовали продолжать актёрскую карьеру. В 1998 году Эмили предложили небольшую роль в телефильме «Эхо грома», после исполнения этой роли она всерьёз занялась актёрской карьерой.

## Карьера

### 1998—2004: Первые роли
Карьера в кино для Эмили началась в десять лет с небольшой роли в телефильме «Эхо грома» (1998), снятого для телеканала Hallmark. Вскоре она стала появляться в небольших ролях в австралийских фильмах и телевизионных постановках, после она получила роль Алисии в телесериале «Что-то в воздухе» (2000—2001) и роль Хэйли Фултон в телесериале «Блухилеры» (2000—2002). В 2001 году Браунинг появилась в роли дочери главного персонажа Стива Майерса (его сыграл Билли Конноли) в фильме «Человек, который судился с Богом».
Но широкому международному зрителю юная актриса стала известна только после небольшой, но очень запоминающейся роли Кэти Харвуд в триллере «Корабль-призрак» (2002), за которую она получила премию «Австралийского института кинематографа и телевидения», как «Лучшая молодая актриса» в том же году. В 2003 году она снялась в боевике «Банда Келли», где её партнёрами по фильму стали Хит Леджер и Орландо Блум.
Затем в следующем году актриса сыграла Вайолет Бодлер в экранизации серии книг Дэниэла Хендлера «Лемони Сникет: 33 несчастья» вместе с Джимом Керри, Лиамом Эйкеном, Мерил Стрип, Билли Конноли и др.
В основе сюжета серия несчастных событий произошедших с сиротами Бодлер Вайолет, Клаусом и Солнышком. Несмотря на то, что фильм был высоко оценён критиками и даже получил премию «Оскар», а Эмили получила две премии «Австралийского института кинематографа и телевидения», как «Лучшая молодая актриса» и «Лучшая актриса международного класса» в 2005 году, она не оправдала ожиданий и не вернулась в Голливуд для продолжения актёрской карьеры.

### 2008—2011: Продолжение карьеры
С 2005 по 2008 год актриса нигде не снималась. В 2009 году Эмили отметила возвращение в кино главной ролью в фильме ужасов «Незваные», который являлся ремейком корейского фильма ужасов «История двух сестёр» (2003), её партнёрами по фильму стали Элизабет Бэнкс и Ариэль Кеббел, фильм получил довольно невысокие оценки критиков и средний уровень сборов.
В 2006 году актриса появилась в музыкальном клипе группы «Evermore» на композицию «Light Surrounding You». В том же году снялась в музыкальном клипе «Light Surrounding You», за кадром группа заявила: «Из нас получаются не очень хорошие актёры, поэтому мы и решили взять Эмили». 1 февраля 2007 года она присутствовала на фестивале моды L’Oreal в качестве фотомодели.
Затем она отклонила запрос на прослушивание на роль Белы Свон в фильме «Сумерки» сославшись на усталость, несмотря на одобрение от автора Стефани Майер.
В 2009 году режиссёр Зак Снайдер, создатель фильмов «Хранители» и «300 спартанцев», предложил 21-летней актрисе роль Куколки в своём новом боевике «Запрещённый приём». В этом фильме она выступила в качестве замены Аманды Сейфрид, которая выбыла из-за конфликтов планирования. Съёмки фильма проходили в Ванкувере с сентября 2009 по январь 2010 года, а фильм был выпущен 25 марта 2011 года. В интервью на San Diego Comic-Con International она подтвердила, что будет петь в фильме песню которую сама выбрала (killing me sofly).
Поскольку Браунинг в то время постоянно работала в кино, в феврале 2010 года было объявлено что она будет играть главную роль в австралийском независимом фильме «Спящая красавица» режиссёра Джулии Ли. Эмили заменила в этом фильме свою подругу и коллегу актрису Мию Васиковску, которая на тот момент была на съёмках экранизации романа «Джейн Эйр». Фильм демонстрировался на Каннском кинофестивале в 2011 году и на кинофестивале в Сиднее. В рецензии Питера Брэдшоу из Guardian было сказано: «Технически элегантная, с горячностью и контролем… Эмили Браунинг даёт яростные и мощные исполнения, в её работе есть сила и оригинальность». На Каннском кинофестивале Браунинг сказала: 

Даже не читая сценарий фильм заставил меня чувствовать себя некомфортно, но это было нечто такое что притягивало меня к нему.

### 2012.
После завершения съёмок в фильме «Спящая красавица», актриса полетела в Чили на съёмки фильма «Магия, магия» (2013) режиссёра Себастьяна Сильвы, рассказывающем о девушке, сошедшей с ума. Фильм был показан в 2013 году на кинофестивале «Сандэнс», а сайт Film.com, охарактеризовал фильм как один из лучших фильмов 2013 года.
В 2012 году она заменила английскую актрису Офелию Ловибонд, в фильме «Лето в феврале». Фильм основан на книге с таким же названием Джонатана Смита, он был снят в Корнуолле вместе с Домиником Купером и Дэном Стивенсом.
В июле 2012 года Браунинг пригласили сняться в музыкальном фильме «Боже, помоги девушке», её партнёрами по фильму стали Олли Александер, Ханна Мюррей, Пьер Буландже, Сара Свайр и др. Актриса играла девушку по имени Ева и исполняла все песни вживую. Съёмки фильма начались 8 июля 2012 и завершились 12 августа 2012 года.
Эмили Браунинг не только актриса, но и певица. Специально для фильма «Запрещённый приём», она записала кавер-версии песен: Eurythmics — «Sweet Dreams», Pixies — «Where Is My Mind?» и «Asleep» группы The Smiths.
Вскоре Эмили была заявлена на роль восходящей рок-звезды Хейли, в фильме Кэтрин Хардвик «Зажги меня» (2013). В этом фильме она выступила в качестве замены актрисы Эван Рэйчел Вуд, которая выбыла из-за конфликтов планирования. Её главным партнёром по фильму стал актёр Завьер Сэмюел, с которым она познакомилась на съёмках фильма «Магия, магия» (2013).
Вскоре актриса снялась в историко-приключенческом фильме катастрофе «Помпеи», режиссёра Пола Андерсона. Её партнёрами по фильму стали Кит Харрингтон, Кэрри Энн Мосс , Джаред Харрис, Кифер Сазерленд, Адевале Акиннуойе Агбадже, Джессика Лукас и др. Премьера фильма состоялась 19 февраля 2014 года в США.
В фильме рассказывается о древнеримском городе Помпеи, который был уничтожен во время извержения вулкана. Съёмки фильма проходили на киностудии «Cinespace Film Studios», в Торонто и Помпеях. В основе фильме история любви раба кельта Майло и дочери богатого горожанина Кассии. Фильм получил высокие оценки критиков и хороший уровень сборов.
В 2014 году снялась в клипе группы Years & Years — «Take Shelter». Вскоре Эмили сыграла одну из главных ролей в криминальном триллере «Легенда» (2015), британско-французcкого производства, поставленным американским режиссёром Брайаном Хелгелендом. Фильм был снят по мотивам книги Джона Пирсона «Искусство жестокости: взлёт и падение близнецов Крэй». В основе сюжета история близнецов Крэй — Рональда и Реджинальда (их сыграл Том Харди) — гангстеров, терроризировавших Лондон в 60-х годах, об их жестокости и неуравновешенности ходили легенды. Премьера фильма состоялась в Великобритании 9 сентября 2015 года.
17 марта 2016 года Эмили Браунинг была утверждена на роль Лоры Мун в телесериале канала Starz, «Американские боги», основанном на одноимённом романе английского писателя Нила Геймана. Он сказал: «Я был очарован Эмили Браунинг после фильма „33 несчастья“, и у неё есть задача. Её персонаж очень хитрый и на экране он ещё более опасен чем на странице».
В 2017 году исполнила главную роль в независимом драматическом фильме «Золотые выходы». С 2018 по 2019 года исполнила второстепенную роль в четвёртом и пятом сезоне телесериала «Любовники». В 2022 исполнила второстепенную роль в фильме «Моника». В мае того же года актриса была утверждена на главную роль в фильме «Яркая вода». В 2023 году исполнила главную роль в телесериале «Выпуск '07». В том же году исполнила эпизодическую роль в телесериале «Американские истории ужасов».

## Личная жизнь
Браунинг сделала перерыв в актёрской карьере для того, чтобы завершить свое образование в средней школе «Элтем», где она завершила обучение и получила Викторианский сертификат о сдаче экзаменов в ноябре 2006 года.
C 2008 по 2010 год актриса встречалась с Максом Тернером.
С 2012 по 2015 год она встречалась со своим коллегой Ксавьером Сэмюэлом.
С 2011 года у Эмили Браунинг были отношения с английским актёром и моделью Максом Айронсом, они встречались около года, но летом 2012 года пара рассталась, причиной являлся загруженный рабочий график обоих.
В 2016 году девушка стала встречаться с режиссёром Эдди О’Киффи, в 2021 году пара объявила о помолвке и в 2022 году тайно поженилась.

## Фильмография
| Год       |    | Русское название                 | Оригинальное название                           | Роль                   |
| --------- | -- | -------------------------------- | ----------------------------------------------- | ---------------------- |
| 1998      | тф | Эхо грома                        | The Echo of Thunder                             | Опал Риччи             |
| 1999      | с  | Высокие лётчики                  | High Flyers                                     | Фиби Мейсон            |
| 2000      | с  | Грозовые камни                   | Thunderstone                                    | Клио                   |
| 2000—2001 | с  | Что-то в воздухе                 | Something in the Air                            | Алисия                 |
| 2000—2002 | с  | Блу хилеры                       | Blue Heelers                                    | Хейли Фултон           |
| 2001      | ф  | Человек, который судился с Богом | The Man Who Sued God                            | Ребекка Майерс         |
| 2001      | с  | Галифакс, судебный психолог      | Halifax f.p                                     | Кристи О’Коннор        |
| 2001      | тф | Блондинка                        | Blonde                                          | Флеси                  |
| 2002      | ф  | Корабль-призрак                  | Ghost Ship                                      | Кэтрин «Кэти» Харвуд   |
| 2003      | ф  | Темнота наступает                | Darkness Falls                                  | Юная Кэтлин Грин       |
| 2003      | ф  | Банда Келли                      | Ned Kelly                                       | Грейс Келли            |
| 2003      | тф | После ливня                      | After the Deluge                                | Мэдди                  |
| 2004      | ф  | Лемони Сникет: 33 несчастья      | Lemony Snicket’s A Series of Unfortunate Events | Вайолет Бодлер         |
| 2005      | ф  | Беспомощный                      | Stranded                                        | Пенни                  |
| 2005      | ки | Лемони Сникет: 33 несчастья      | Lemony Snicket’s A Series Of Unfortunate Events | Вайолет Бодлер         |
| 2009      | ф  | Незваные                         | Uninvited                                       | Анна Айверс            |
| 2011      | ф  | Запрещённый приём                | Sucker Punch                                    | Куколка                |
| 2011      | ф  | Спящая красавица                 | Sleeping Beauty                                 | Люси                   |
| 2013      | ф  | Магия, магия                     | Magic Magic                                     | Сара                   |
| 2013      | ф  | Гостья                           | The Host                                        | Ванда                  |
| 2013      | ф  | Лето в феврале                   | Summer in February                              | Флоренс Картер-Вуд     |
| 2013      | ф  | Зажги меня                       | Plush                                           | Хейли                  |
| 2014      | ф  | Боже, помоги девушке             | God Help the Girl                               | Ева                    |
| 2014      | ф  | Помпеи                           | Pompeii                                         | Кассия                 |
| 2015      | ф  | Легенда                          | Legend                                          | Фрэнсис Шей            |
| 2016      | ф  | Шангри-Ла Сьюит                  | Shangri-La Suite                                | Карен Берд             |
| 2017      | ф  | Золотые выходы                   | Golden Exits                                    | Наоми                  |
| 2017—2021 | с  | Американские боги                | American Gods                                   | Лора Мун/Эсси Макгоуэн |
| 2018—2019 | с  | Любовники                        | The Affair                                      | Сиерра                 |
| 2022      | ф  | Моника                           | Monica                                          | Лаура                  |
| 2023      | с  | Выпуск '07                       | Class of '07                                    | Зои                    |
| 2023      | с  | Американские истории ужасов      | American Horror Stories                         | Натесса                |
| 2025      | ф  | Еще один шот                     | One More Shot                                   | Минни Вернон           |
| 2025      | ф  | Лиса                             | The Fox                                         | Кори                   |
| 2025      | ф  | Брайтуотер                       | Brightwater                                     |                        |
| 2026      | с  | Побег                            | Prison Break                                    | Кэссиди Коллинз        |

### Музыкальные клипы
| Год  | Название               | Исполнитель   | Примечания |
| ---- | ---------------------- | ------------- | ---------- |
| 2006 | Light Surrounding You  | Evermore      | [ 43 ]     |
| 2013 | No Matter What You Say | Imperial Teen | [ 44 ]     |
| 2014 | Take Shelter           | Years & Years | [ 45 ]     |

## Дискография
| Год  | Песня                                                  | Альбом            |
| ---- | ------------------------------------------------------ | ----------------- |
| 2011 | «Sweet Dreams (Are Made of This)»                      | Sucker Punch      |
| 2011 | «Where Is My Mind?» (Yoav featuring Emily Browning)    | Sucker Punch      |
| 2011 | «Asleep»                                               | Sucker Punch      |
| 2013 | «Introdubtion»                                         | Plush             |
| 2013 | «Close Enough to Kill»                                 | Plush             |
| 2013 | «Half of Me»                                           | Plush             |
| 2013 | «The Look in Your Eye» (Jack Version)                  | Plush             |
| 2013 | «Half of Me» (Enzo Remix) (featuring Thomas Dekker)    | Plush             |
| 2014 | «Act of the Apostle»                                   | God Help the Girl |
| 2014 | «Pretty When the Wind Blows»                           | God Help the Girl |
| 2014 | «God Help the Girl»                                    | God Help the Girl |
| 2014 | «The Psychiatrist Is In»                               | God Help the Girl |
| 2014 | «If You Could Speak» (with Hannah Murray)              | God Help the Girl |
| 2014 | «Perfection as a Hipster» (with Neil Hannon)           | God Help the Girl |
| 2014 | «Come Monday Night»                                    | God Help the Girl |
| 2014 | «I’m Not Rich» (with Hannah Murray and Olly Alexander) | God Help the Girl |
| 2014 | «I’ll Have to Dance with Cassie»                       | God Help the Girl |
| 2014 | «Musician, Please Take Heed»                           | God Help the Girl |
| 2014 | «Down and Dusky Blonde» (with Hannah Murray)           | God Help the Girl |

## Награды и номинации
Список приведён в соответствии с данными сайта IMDb.com.
| Награда                               | Год  | Категория                                            | Работа                      | Результат |
| ------------------------------------- | ---- | ---------------------------------------------------- | --------------------------- | --------- |
| AACTA Awards                          | 2002 | Лучшая молодая актриса                               | Корабль-призрак             | Победа    |
| AACTA Awards                          | 2002 | Лучшая молодая актриса                               | Галифакс: Играя Бога        | Победа    |
| AACTA Awards                          | 2004 | Лучшая молодая актриса                               | После ливня                 | Номинация |
| AACTA Awards                          | 2005 | Лучшая молодая актриса                               | Лемони Сникет: 33 несчастья | Победа    |
| AACTA Awards                          | 2005 | Лучшая актриса международного класса                 | Лемони Сникет: 33 несчастья | Победа    |
| Выбор критиков                        | 2005 | Лучшая молодая актриса                               | Лемони Сникет: 33 несчастья | Победа    |
| Молодой актёр                         | 1999 | Лучшая молодая актриса                               | Эхо грома                   | Номинация |
| Молодой актёр                         | 2005 | Лучшая молодая актриса                               | Лемони Сникет: 33 несчастья | Номинация |
| Ashland Independent Film Festival     | 2007 | Лучший актёрский ансамбль                            | Беспомощный                 | Номинация |
| Hamptons International Film Festival  | 2011 | Лучшая актриса                                       | Спящая красавица            | Победа    |
| Golden Schmoes Awards                 | 2011 | Лучший T&A альбом года                               | Sucker Punch                | Номинация |
| Ассоциация австралийских кинокритиков | 2012 | Лучшая актриса                                       | Спящая красавица            | Номинация |
| Австралийский кружок кинокритиков     | 2012 | Лучшая актриса в главной роли                        | Спящая красавица            | Номинация |
| Alliance of Women Film Journalists    | 2012 | Самая большая разница в возрасте (в любовных сценах) | Спящая красавица            | Номинация |
| Сандэнс                               | 2014 | Лучшая драматическая актриса                         | Боже, помоги девушке        | Победа    |